# 杨志纯
杨志纯（1965年9月—），江苏高邮人，中华人民共和国政治人物。

## 生平
1986年11月，加入中国共产党。1988年8月参加工作。2011年9月，担任中共江苏省委副秘书长。2013年12月，担任中共江苏省委宣传部副部长、省精神文明建设指导委员会办公室主任。